# Institut für die Geschichte der deutschen Juden
Das Institut für die Geschichte der deutschen Juden (IGdJ) ist eine Stiftung bürgerlichen Rechts in Trägerschaft der Freien und Hansestadt Hamburg. Das Institut wurde 1966 eröffnet und war die erste Forschungseinrichtung in Deutschland, die sich ausschließlich mit der deutsch-jüdischen Geschichte beschäftigt. 

## Vorgeschichte und Gründung
Die reichhaltigen Archivbestände der jüdischen Gemeinden in Altona, Hamburg und Wandsbek waren dem Vorläufer des Hamburgischen Staatsarchivs übergeben worden und hatten dort den Krieg überdauert; andernorts hatte die Gestapo derartige Bestände beschlagnahmt und nach Berlin verbracht, wo sie durch Kriegseinwirkung vernichtet wurden. Nach dem Krieg gab es Bestrebungen, das Archivgut jüdischer Gemeinden aus Europa nach Israel zu schaffen. 1959 kam es zu einer Vereinbarung, die in Hamburg verwahrten Bestände aufzuteilen und die hebräischsprachigen Teile zu übergeben. Das Archivgut wurde kopiert bzw. auf Mikrofilm gesichert, so dass sowohl in Hamburg wie in Israel das gesamte Material der Forschung zugänglich ist. 
Eric M. Warburg, Hans W. Hertz, Dietrich Gerhardt und Karl Heinrich Rengstorf setzten sich dafür ein, dass das in Hamburg befindliche Material durch ein eigens zu schaffendes Institut erschlossen und der Forschung nutzbar gemacht werden solle. Zunächst lehnte der Hamburger Bürgermeister Herbert Weichmann dieses Ansinnen ab, doch 1963 kam es einem entsprechenden Senatsbeschluss: Das geplante Institut sollte eine ähnliche Rolle wie das Leo Baeck Institut, jedoch für Deutschland, übernehmen. 
Nach Querelen um die Besetzung der Leitungspositionen wurden im Juli 1965 Räumlichkeiten in der Rothenbaumchaussee bezogen und das Institut offiziell am 4. Mai 1966 eröffnet. Ein organisatorischer Schlusspunkt wurde am 24. Oktober 1972 mit der Einrichtung einer Stiftung gesetzt. 2007 zog das Institut in ein Gebäude an der Bundesstraße/Beim Schlump 83 um, in dem auch die Forschungsstelle für Zeitgeschichte in Hamburg untergebracht ist.

## Institutsleiter
- 1965–1972 Heinz Mosche Graupe
- 1972–1993 Peter Freimark
- 1993–2001 Monika Richarz
- 2001–2011 Stefanie Schüler-Springorum
- 2011–2012 Andreas Brämer (kommissarisch)
- 2012–2020 Miriam Rürup
- seit 2021 Kim Wünschmann

## Aufgaben
Der Forschungsauftrag dieser außeruniversitären Einrichtung besteht in der Auswertung der archivalischen Quellen zur Geschichte der Juden in Hamburg und den benachbarten Gebieten und umfasst zeitlich auch die Gegenwart. Als Schwerpunkte der Forschung werden die Geschichte der in Hamburg, Altona und Wandsbek ansässigen portugiesischen und sefardischen Juden, die Dokumentation jüdischer Friedhöfe, die jüdische Religions-, Kultur- und Sozialgeschichte und speziell die Rolle der jüdischen Frauen und die der sefardischen Juden in Deutschland genannt. 
Neben der eigenen Forschungsarbeit organisiert das Institut Konferenzen und Gastvorträge mit anderen Forschungsinstitutionen. Die Wissenschaftler des Instituts halten Lehrveranstaltungen an der Universität Hamburg ab, sind jedoch nicht Mitglieder des Lehrkörpers.

## Bibliothek
Die Präsenzbibliothek ist allgemein zugänglich und verfügt aktuell über 50.000 Werke zur speziellen Thematik der deutsch-jüdischen Geschichte. Sie ist im Campus-Katalog der Universität Hamburg verzeichnet, jedoch nicht der Fernleihe angeschlossen. Die Bücher können vor Ort, telefonisch oder online für die Benutzung im Lesesaal bestellt werden.
Die aktuellen Öffnungszeiten sind ebenfalls auf der Homepage des Instituts ersichtlich.

## Publikationen
Das IGdJ hat bislang rund 45 Bände in der Reihe „Hamburger Beiträge zur Geschichte der deutschen Juden“ im Wallstein-Verlag veröffentlicht. Viele davon sind online frei verfügbar. Daneben sind 11 Bände als „Studien zur jüdischen Geschichte“ im Dölling und Galitz Verlag erschienen. Das im Jahr 2006 vom IGdJ herausgegebene historische Nachschlagewerk Das jüdische Hamburg ist inzwischen online einsehbar.
Das Institut betreut zudem die zweisprachige Online-Quellenedition Hamburger Schlüsseldokumente zur deutsch-jüdischen Geschichte. Die Quellenedition wirft am Beispiel von ausgewählten Quellen, sogenannten Schlüsseldokumenten, thematische Schlaglichter auf zentrale Aspekte der jüdischen Geschichte Hamburgs von der frühen Neuzeit bis in die Gegenwart. 2023 wurde mit Jüdisches Hamburg erzählen ein Portal mit lebensgeschichtlichen Interviews Hamburger Jüdinnen und Juden veröffentlicht. Die Interviews geben Einblicke darin, wie Jüdinnen und Juden in Hamburg leben, welche Erfahrungen sie im Alltag machen und welche Geschichten sie zu erzählen haben.